# 2002 a sportban
2002 legfontosabb sporteseményei a következők voltak:

## Események
- január 16–23. – A 2002-es FIDE-sakkvilágbajnokság döntője Moszkvában Ruszlan Ponomarjov és Vaszil Ivancsuk között, amelyen Ponomarjov világbajnoki címet szerez.
- február 8–24. – Megrendezik a 2002. évi Téli Olimpiát az Egyesült Államok Utah államában, Salt Lake City városban.
- március 17. – A Formula–1 világbajnokság második futama a maláj Sepang International Circuiten, Sepangban.
- május – A labdarúgó magyar bajnokságot története során első ízben a Zalaegerszegi TE nyeri.
- május 7. – A holland Feyenoord 3–2-re megnyeri az UEFA-kupa döntőjét a német Borussia Dortmund ellenében.
- május 15. – A Real Madrid nyeri a Bajnokok Ligáját, miután a glasgow-i döntőben 2–1-re győz a német Bayer Leverkusen ellen
- május 21. – Az Újpest FC a Magyar Kupa győri döntőjében 2–1-re legyőzi a szombathelyi Haladást.
- május 31. – június 30. – A Japán és Dél-Korea által közösen rendezett tizenhetedik labdarúgó-világbajnokságot Brazília nyeri Németország válogatottja előtt.
- július 12–21. – Oroszországban rendezték meg a 34. amatőr ökölvívó-Európa-bajnokságot.
- augusztus 14. – A ZTE óriási meglepetésre a Népstadionban 1–0-ra legyőzi az angol Manchester United csapatát az UEFA-bajnokok ligája selejtező mérkőzésén.
- október 9–20. – 2002-es sakkvilágkupa, Hyderabad (India)
- október 13. – Michael Schumacher hegemóniája nem szakad meg: a német immáron 5. Formula–1-es világbajnoki címét zsebeli be; ezzel beéri az örökranglista eddigi vezetőjét, az argentin Juan Manuel Fangiót.
- október 25. – november 11. – A 35. nyílt és 20. női sakkolimpia a szlovéniai Bledben, amelyen a magyar csapat a nyílt versenyen ezüstérmet szerzett.
- november 27. – december 14. Sakkvilágbajnoki torna Moszkvában, amelyen Ruszlan Ponomarjov megszerzi a FIDE-sakkvilágbajnoki címet.
- december 6–15. – Az 5. női kézilabda-Európa-bajnokság Dániában.
- december 12–15. – A németországi Riesában rendezik a rövid pályás úszó-Európa-bajnokságot.

## Születések
- január 1. – Bernard Kamungo, tanzániai labdarúgó
- január 2. – Kerwin Vargas, kolumbiai labdarúgó
- január 5. – Dylan Borrero, kolumbiai válogatott labdarúgó
- január 7. – Mohamed Daramy, dán válogatott labdarúgó
- január 8.
  - Mavrik Bourque, kanadai jégkorongozó
  - Ruben Rafkin, U17-es és U20-as világbajnoki ezüstérmes finn jégkorongozó
- január 9.
  - Major Sámuel, magyar labdarúgó
  - Piero Hincapié, ecuadori válogatott labdarúgó
- január 10. – Roni Hirvonen, U20-as világbajnoki bronzérmes finn jégkorongozó
- január 11. – Łukasz Bejger, lengyel korosztályos válogatott labdarúgó
- január 12. – Petteri Nurmi, finn jégkorongozó
- január 13. – Marcel Wędrychowski, lengyel korosztályos válogatott labdarúgó
- január 15. – Jannes Van Hecke, belga labdarúgó
- január 18.
  - Karim Adeyemi, U21-es Európa-bajnok német válogatott labdarúgó
  - Kristall Máni Ingason, izlandi válogatott labdarúgó
- január 19.
  - Békési Eszter, Európa-bajnoki bronzérmes magyar úszó, olimpikon
  - Komáromi György, magyar labdarúgó
- január 20. – Bećir Omeragić, svájci válogatott labdarúgó
- január 22.
  - George Bello, amerikai válogatott labdarúgó
  - Herman Geelmuyden, norvég korosztályos válogatott labdarúgó
- január 23.
  - Joško Gvardiol, horvát labdarúgó
  - Nicola Zalewski, lengyel válogatott labdarúgó
- január 24. – Jade Hannah, ifjúsági világbajnok kanadai úszó
- január 25. – I Dzsongmin, dél-koreai rövidpályás gyorskorcsolyázó, ifjúsági olimpikon
- január 27. – Simon Knak, svájci válogatott jégkorongozó
- január 28. – Theodore Ku-DiPietro, amerikai labdarúgó
- január 29. – José Ángel Carmona, spanyol korosztályos válogatott labdarúgó
- január 31.
  - Oskar Magnusson, svéd jégkorongozó
  - Josh Atencio, amerikai korosztályos válogatott labdarúgó
- február 1. – Brian Brobbey, U17-es Európa-bajnok holland labdarúgó
- február 2. – Steve Regis Mvoue, kameruni válogatott labdarúgó
- február 9.
  - Hendrix Lapierre, kanadai jégkorongozó
  - Regan Smith, olimpiai bronzérmes, junior és felnőtt világbajnok amerikai úszónő
- február 10. – Lasse Selvåg Nordås, norvég labdarúgó
- február 11. – Dango Ouattara, burkina fasói válogatott labdarúgó
- február 16. – Fabian Rieder, svájci válogatott labdarúgó
- február 20. – Gavin Bazunu, ír válogatott labdarúgó
- február 21. – Baráth Péter, magyar válogatott labdarúgó
- február 24. – Hermann Tebily, francia labdarúgó
- március 4. – Robert Orri Thorkelsson, izlandi válogatott labdarúgó
- március 7. – Meg Harris, olimpiai bajnok ausztrál úszónő
- március 9. – Pedro Vite, ecuadori korosztályos válogatott labdarúgó
- március 10.
  - Jevhen Malisev ukrán sílövő († 2022)
  - Oliver Sørensen, dán korosztályos válogatott labdarúgó
- március 12. – Lázaro, brazil korosztályos válogatott labdarúgó
- március 15. – Joszozumi Szakura, olimpiai és világbajnok japán gördeszkás
- március 16. – Nathanaël Mbuku, U17-es világbajnoki bronzérmes francia labdarúgó, olimpikon
- március 17. – Andrej Minakov, világbajnoki ezüstérmes, ifjúsági olimpiai és világbajnok orosz úszó
- március 19. – Csang Szongu, dél-koreai rövidpályás gyorskorcsolyázó, ifjúsági olimpikon
- március 23. – Magnus Smelhus Sjøeng, norvég korosztályos válogatott labdarúgó
- március 24. – Dalila Ippólito, argentin női válogatott labdarúgó
- március 25.
  - Javi López Carballo, spanyol labdarúgó
  - Topi Niemelä, U20-as világbajnoki bronzérmes finn jégkorongozó
- március 30. – Michał Rakoczy, lengyel korosztályos válogatott labdarúgó
- március 31. – Robert Moore, amerikai baseballjátékos
- április 1.
  - Ignace Van Der Brempt, belga labdarúgó
  - Dzsong Szangpin, dél-koreai válogatott labdarúgó
- április 2. – Marco John, német labdarúgó
- április 3.
  - Caio Collet, brazil autóversenyző
  - Jacob Misiorowski, amerikai baseballjátékos
- április 5. – Patrick Yazbek, ausztrál korosztályos válogatott labdarúgó
- április 6. – Armin Gigović, svéd válogatott labdarúgó
- április 11.
  - Pjotr Gumennyik orosz műkorcsolyázó
  - Mark Hafnar ifjúsági olimpiai ezüstérmes szlovén síugró
- április 20. – Georginio Rutter, francia korosztályos válogatott labdarúgó
- április 22. – Ethan de Rose új-zélandi rövidpályás gyorskorcsolyázó, ifjúsági olimpikon
- április 23.
  - Kike Salas, spanyol labdarúgó
  - David Møller Wolfe, norvég korosztályos válogatott labdarúgó
- április 24.
  - Hugo Ollas, svéd jégkorongozó
  - Erik Ring, svéd korosztályos válogatott labdarúgó
- április 25. – Johanna Bassani, osztrák sielő és síugró († 2020)
- április 28. – Brage Skaret, norvég labdarúgó
- május 2. – Thomas Nadalini olasz rövidpályás gyorskorcsolyázó, ifjúsági olimpikon
- május 6.
  - Bradley Locko, francia labdarúgó
  - Luke Prokop, kanadai jégkorongozó
  - Filip Szymczak, lengyel korosztályos válogatott labdarúgó
- május 7. – Naatan Skytta, finn labdarúgó
- május 8.
  - Sivert Mannsverk, norvég korosztályos válogatott labdarúgó
  - Marco Angulo, ecuadori válogatott labdarúgó
- május 11. – Kélian Nsona, francia labdarúgó
- május 12. – Zion Nybeck, U18-as világbajnok svéd jégkorongozó
- május 16.
  - Mohammed Fuseini, ghánai labdarúgó
  - Quentin Merlin, francia labdarúgó
- május 17. – Samson Tijani, nigériai válogatott labdarúgó
- május 21. – Bohdan Szerhijovics Vjunnik, ukrán korosztályos válogatott labdarúgó
- május 27. – Gabri Veiga, spanyol labdarúgó
- május 28.
  - Melayro Bogarde, U17-es Európa-bajnok holland labdarúgó
  - Gianluca Busio, amerikai válogatott labdarúgó
- május 31. – Nathan Wood, angol labdarúgó
- június 1. – Isaac Fletcher, angol labdarúgó
- június 5. – Jakub Kamiński, lengyel válogatott labdarúgó
- június 7. – Jakub Myszor, lengyel korosztályos válogatott labdarúgó
- június 12. – Adam Ratajczyk, lengyel korosztályos válogatott labdarúgó
- június 14. – Sztaniszlav Rabotov, bolgár labdarúgó
- június 15. – Enis Destan, török korosztályos válogatott labdarúgó
- június 16.
  - Ismaël Koné, kanadai válogatott labdarúgó
  - Jeremy Sarmiento, ecuadori válogatott labdarúgó
- június 19.
  - Nuno Mendes, portugál válogatott labdarúgó
  - Efraín Álvarez, amerikai születésű mexikói válogatott labdarúgó
  - Aral Şimşir, dán és török korosztályos válogatott labdarúgó
- június 20. – Hugo Ekitiké, francia korosztályos válogatott labdarúgó
- június 23. – Andrew Omobamidele, ír válogatott labdarúgó
- június 26.
  - Hayden Hackney, angol labdarúgó
  - Talles Magno, brazil korosztályos válogatott labdarúgó
- június 27. – Lautaro Pastrán, argentin-chilei labdarúgó
- július 2. – Sebastiano Esposito, U17-es Európa-bajnoki ezüstérmes olasz labdarúgó
- július 3. – Marvin Keller, svájci korosztályos válogatott labdarúgó
- július 8. – Jake Sanderson, U20-as világbajnok amerikai jégkorongozó
- július 11. – Amad Diallo, elefántcsontparti labdarúgó
- július 13. – Sebastian Tounekti, norvég születésű tunéziai válogatott labdarúgó
- július 15.
  - Adil Aouchiche, francia labdarúgó
  - Fally Mayulu, francia labdarúgó
- július 17.
  - Jordan Lawlar, amerikai baseballjátékos
  - Gift Orban, nigériai labdarúgó
- július 18. – Jeremy Sivi, angol labdarúgó
- július 19. – Drew Commesso, U18-as és felnőtt világbajnoki bronzérmes amerikai válogatott jégkorongozó, olimpikon
- július 22. – Yoann Cathline, francia labdarúgó
- július 23. – Dawid Kocyła, lengyel korosztályos válogatott labdarúgó
- július 27. – Alan Velasco, argentin korosztályos válogatott labdarúgó
- július 30.
  - Ardon Jashari, svájci válogatott labdarúgó
  - Jackson Jobe, amerikai baseballjátékos
  - Sekou Mara, francia labdarúgó
  - Leandro Zbinden, svájci labdarúgó
- július 31. – John Tolkin, amerikai válogatott labdarúgó
- augusztus 2. – Souleymane Cisse, francia labdarúgó
- augusztus 4. – Eskil Edh, norvég korosztályos válogatott labdarúgó
- augusztus 7. – Fredrik Oppegård, norvég korosztályos válogatott labdarúgó
- augusztus 9. – Robin Østrøm, dán és norvég korosztályos válogatott labdarúgó
- augusztus 17. – Oscar Uddenäs, svéd korosztályos válogatott labdarúgó
- augusztus 18. – Bart Verbruggen, holland válogatott labdarúgó
- augusztus 19. – Vinicius Mello, brazil labdarúgó
- szeptember 2.
  - Matias Rajaniemi, U20-as világbajnoki bronzérmes finn jégkorongozó
  - Jacob Ondrejka, svéd válogatott labdarúgó
- szeptember 5.
  - Jules Houttequiet, belga labdarúgó
  - Juan David Mosquera, kolumbiai válogatott labdarúgó
- szeptember 6. – Ole Enersen, norvég labdarúgó
- szeptember 7. – Li Kung-csao kínai rövidpályás gyorskorcsolyázó, ifjúsági olimpikon
- szeptember 8. – Luka Sučić osztrák születésű világbajnoki bronzérmes horvát válogatott labdarúgó
- szeptember 9.
  - Benny Montgomery, amerikai baseballjátékos
  - Timothée Pembélé, U19-es világbajnoki bronzérmes francia labdarúgó, olimpikon
- szeptember 13. – Jacen Russell-Rowe, kanadai válogatott labdarúgó
- szeptember 14. – Pape Matar Sarr, szenegáli válogatott labdarúgó
- szeptember 18. – Hugo Bueno, spanyol korosztályos válogatott
- szeptember 20. – Yanis Massolin, francia labdarúgó
- szeptember 22. – Andrés Gómez, kolumbiai labdarúgó
- szeptember 24. – Noam Emeran, francia labdarúgó
- szeptember 27. – Adam Armour, amerikai korosztályos válogatott labdarúgó
- szeptember 28. – Gaetano Oristanio, olasz labdarúgó
- október 1. – Theo Le Bris, francia labdarúgó
- október 3. – Juan Castillo, kolumbiai labdarúgó
- október 5. – Jesurun Rak-Sakyi, angol labdarúgó
- október 12. – William Eklund, svéd jégkorongozó
- október 14. – Daouda Guindo, mali labdarúgó
- október 18. – Kent Johnson, kanadai jégkorongozó
- október 21. – Thierno Barry, francia labdarúgó
- október 22. – Johann Lepenant, francia labdarúgó
- október 29. – Jordan Bos, ausztrál válogatott labdarúgó
- november 1. – Ousmane Touré mali úszó, ifjúsági olimpikon
- november 11. – Mamady Diambou, mali labdarúgó
- november 12.
  - Valentino Livramento, angol korosztályos labdarúgó
  - Joel Mvuka, norvég korosztályos válogatott labdarúgó
- november 21. – Mamadou Fall, szenegáli labdarúgó
- november 22. – Owen Power, világbajnok kanadai válogatott jégkorongozó
- november 23. – Brahima Ouattara, elefántcsontparti labdarúgó
- november 29.
  - Yunus Musah, amerikai válogatott labdarúgó
  - Deandre Kerr, kanadai korosztályos válogatott labdarúgó
- november 30. – Carlos Jonas Alcaraz, argentin labdarúgó
- december 6. – Josh Coburn, angol labdarúgó
- december 7. – Torri Huske, olimpiai és világbajnok amerikai úszó
- december 8. – Ianis Stoica, román labdarúgó
- december 12. – Marcelo Mayer, amerikai baseballjátékos
- december 16. – Victor Kristiansen, dán válogatott labdarúgó
- december 18. – Giuliano Simeone, argentin-spanyol labdarúgó
- december 22. – Datro Fofana, elefántcsontparti válogatott labdarúgó
- december 26. – Stipe Biuk, horvát korosztályos válogatott labdarúgó
- december 31.
  - Ryan Flamingo, holland labdarúgó
  - Elias Hoff Melkersen, norvég korosztályos válogatott labdarúgó
  - Joe Scally, amerikai labdarúgó

## Halálozások
- január 10.
  - Anda László, magyar bajnok labdarúgó, csatár (* 1929)
  - Günther Ortmann, olimpiai és világbajnok német kézilabdázó (* 1916)
- január 22. – Jack Shea, amerikai gyorskorcsolyázó, kétszeres olimpiai bajnok (* 1932)
- február 14. – Hidegkuti Nándor, világbajnoki ezüstérmes és olimpiai bajnok magyar válogatott labdarúgó, edző, az Aranycsapat tagja (* 1922)
- február 16. – Walter Winterbottom, angol labdarúgó, edző (* 1913)
- március 17. – Vaszil Mitkov, bolgár válogatott labdarúgó (* 1943)
- március 22. – Marcel Hansenne, olimpiai bronzérmes francia atléta (* 1917)
- március 26. – Eugen Meier, svájci válogatott labdarúgó-középpályás (* 1930)
- március 29. – Eberhard Mehl, olimpiai bronzérmes német tőrvívó, edző (* 1935)
- április 6. – Oliver Eggimann, svájci válogatott labdarúgó (* 1919)
- április 13. – Álvaro Salvadores, chilei és spanyol válogatott kosárlabdázó, olimpikon (* 1928)
- április 23. – Simon Tibor, magyar válogatott labdarúgó, edző (* 1965)
- április 29. – Sune Andersson, olimpiai bajnok svéd válogatott labdarúgó, edző (* 1921)
- május 13. – Valerij Vasziljovics Lobanovszkij, szovjet válogatott ukrán labdarúgó, edző (* 1939)
- május 17. – Kubala László, csehszlovák, magyar, spanyol és katalán válogatott labdarúgó, olimpiai bajnok edző (* 1927)
- május 29. – Mátrai Sándor, Európa-bajnoki bronzérmes magyar válogatott labdarúgó (* 1932)
- június 13. – Ante Mladinić, horvát labdarúgóedző (* 1929)
- június 20. – Heinz Bigler, svájci válogatott labdarúgó (* 1925)
- június 17. – Fritz Walter, német válogatott labdarúgó, az 1954-es világbajnok csapat tagja (* 1920)
- augusztus 22. – Lance Macklin, brit autóversenyző (* 1919)
- augusztus 27. – Bob McKinlay, skót labdarúgó (* 1932)
- szeptember 6.
  - Hollósi Géza, olimpiai 4. és 5. helyezett, kétszeres világbajnoki ezüstérmes birkózó (* 1938)
  - Phil LaBatte, olimpiai bronzérmes amerikai jégkorongozó (* 1911)
- szeptember 26. – Keresztes Attila, olimpiai bajnok kardvívó (* 1928)
- október 17. – Aileen Riggin, olimpiai bajnok amerikai műugró (* 1906)
- november 20. – Kahi Salvovics Aszatiani, grúz labdarúgóedző, szovjet válogatott labdarúgó (* 1947)
- november 23. – Bogen Erna, olimpiai bronzérmes, világbajnok vívó (* 1906)